# Windischeschenbach
Windischeschenbach este un oraș din districtul Neustadt an der Waldnaab, regiunea administrativă Palatinatul Superior, landul Bavaria, Germania.

## Cercetăti geologice
Între anii 1987-1994 la Windischeschenbach a fost săpat cel mai adânc foraj din Germania (9101 m) și unul dintre cele mai adânci din lume, cu scopul de a cerceta crusta terestră în zona de contact dintre două plăci continentale.

## Galerie de imagini

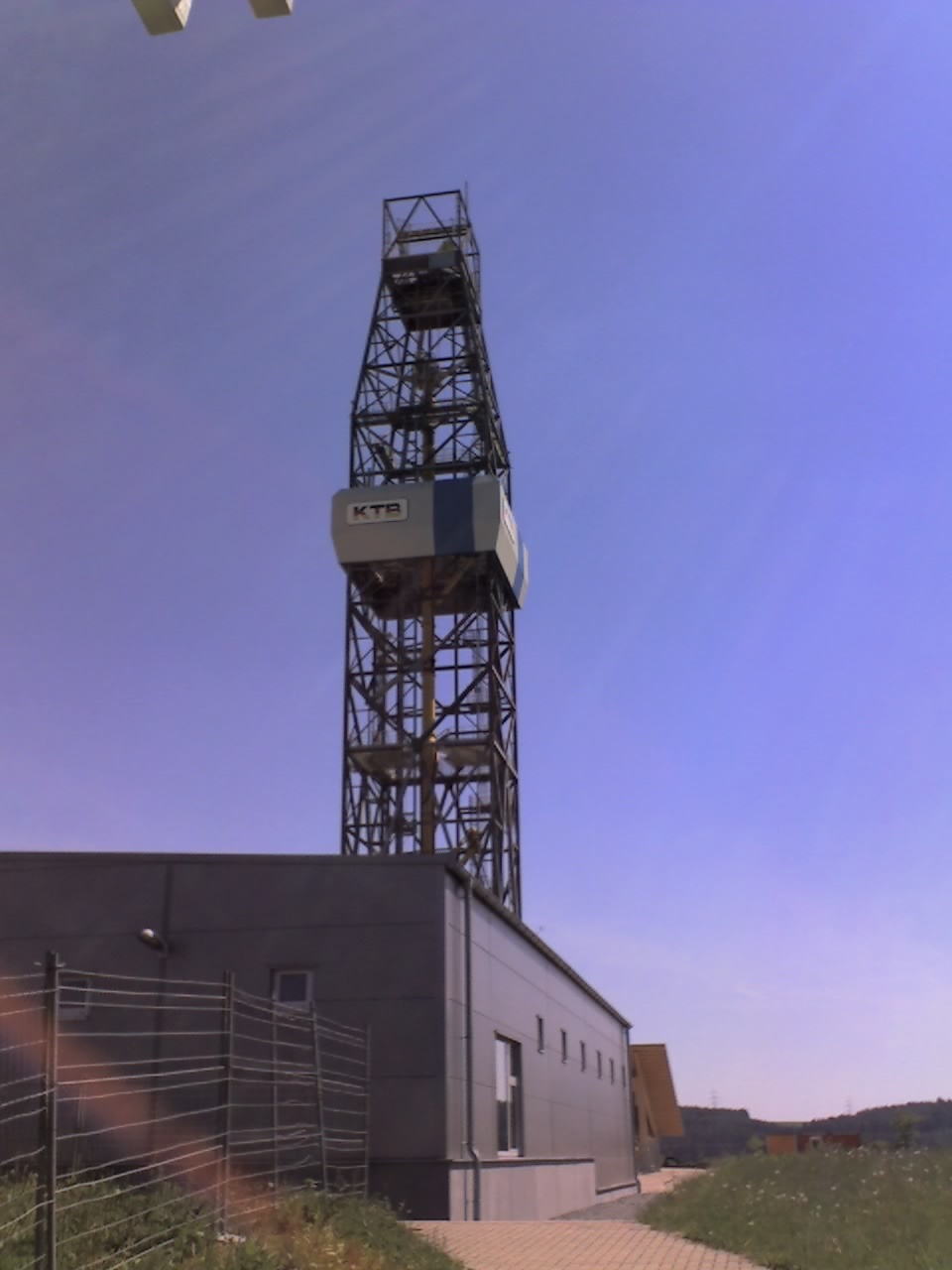
Windischeschenbach (forajul continental de mare adâncime)
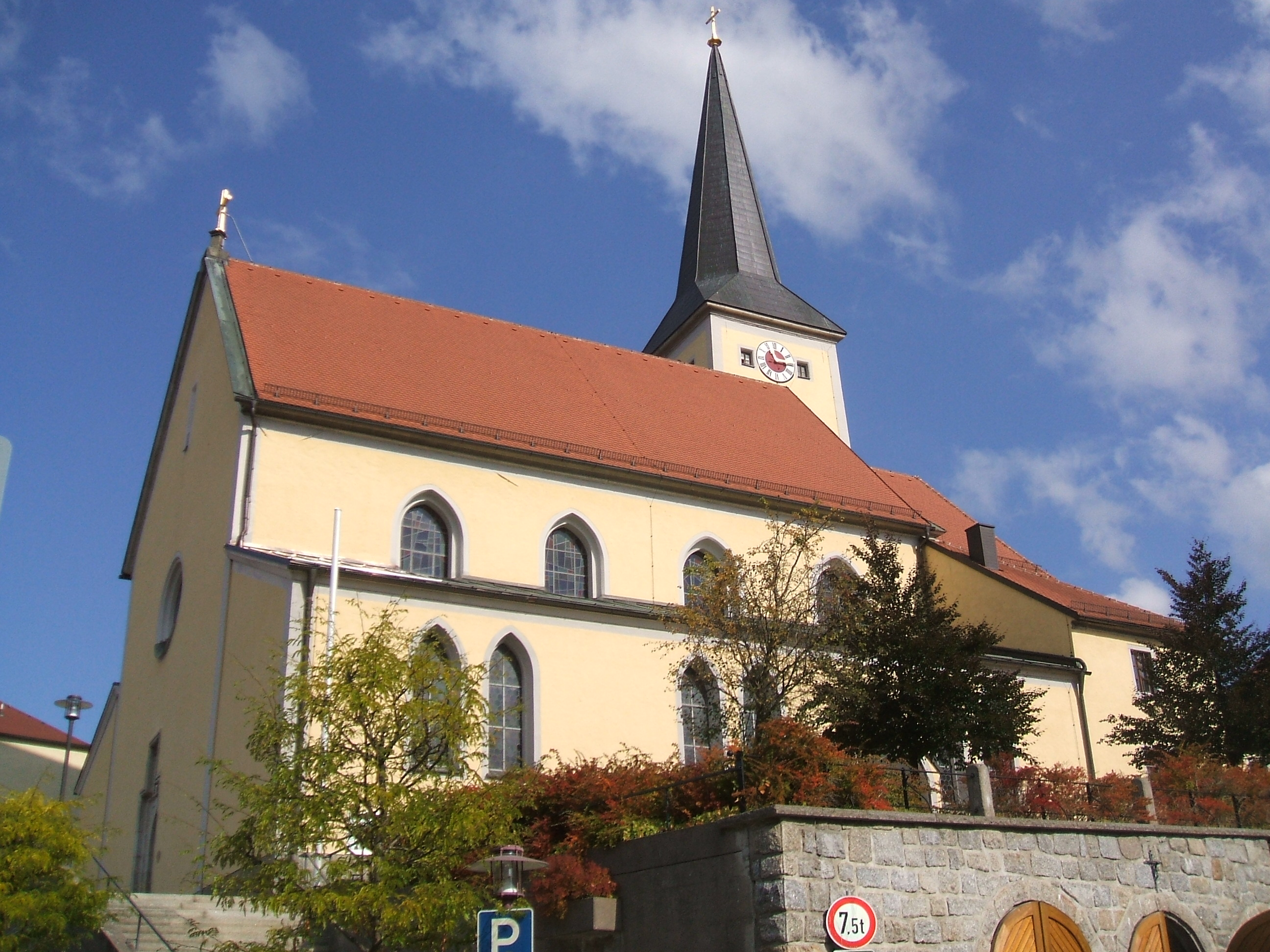
Windischeschenbach (Biserica Sf.Emmeran)

1. ↑  Alle politisch selbständigen Gemeinden mit ausgewählten Merkmalen am 31.12.2018 (4. Quartal) (în germană), Statistisches Bundesamt[*], arhivat din original la 10 martie 2019, accesat în 10 martie 2019